# Casal Frade
Casal Frade é uma aldeia da freguesia de Lourinhã.